# Uwe Brauer
Uwe Brauer (Leverkusen, 11 luglio 1962) è un ex cestista tedesco.

## Carriera
Con la Germania Ovest ha disputato i Campionati europei del 1983 e i Giochi olimpici di Los Angeles 1984.

## Palmarès
- Campionato tedesco: 2

Bayer Leverkusen: 1984-85, 1985-86
- Coppa di Germania: 2

Bayer Leverkusen: 1986, 1987